# Piz Platta
Piz Platta to szczyt w pasmie Oberhalbsteiner Alpen, w Alpach Retckich. Leży w południowo-wschodniej Szwajcarii, w kantonie Gryzonia. Jest to najwyższy szczyt pasma Oberhalbstein. Na południe od szczytu znajduje się "Vadret da Piz Platta", największy lodowiec w regionie. Piz Platta rozdziela doliny Avers i Julia.
Szczyt ten po raz pierwszy zdobyli 7 listopada 1866 r. A. Baltzer i S.Hartmann.